# Adolescencia (película de 1942)
Adolescencia es una película en blanco y negro de Argentina dirigida por Francisco Mugica sobre el guion de Sixto Pondal Ríos y Carlos Alberto Olivari que se estrenó el 11 de marzo de 1942 y que tuvo como protagonistas a Ángel Magaña, Mirtha Legrand, Rufino Córdoba y Felisa Mary. Una versión fílmica posterior se tituló Mi primera novia.

## Sinopsis
Un joven llegado de Estados Unidos se enamora de una muchacha que por ello deja a su novio.

## Reparto
- Ángel Magaña ...Tito Crespo
- Mirtha Legrand ... Elvira Cárdenas
- Rufino Córdoba ... Fortunato Crespo
- Felisa Mary ... Angélica de Cárdenas
- Silvana Roth ... Beba
- Ana Arneodo ... Dora
- Ricardo Passano ... Roberto
- Pola Alonso ... Lucha
- Tilda Thamar ... Susy
- Alfredo Jordán ... Raúl Márquez
- Domingo Márquez ... Coco Marín
- Juan José Iñurry
- Alberto Contreras ... Don Faustino
- Luisa Moreno
- María Arrieta
- Federico Mansilla ... Dr. Emilio Cárdenas
- Hugo Caprera ... Pepino
- Alfonso Pisano

## Comentario
Manrupe y Portela escribieron que el filme es otra comedia ingenua del director y su estrella femenina, sin la frescura ni el éxito de Los martes, orquídeas, su anterior filme. El comentario de Domingo Di Núbila fue:

"Adolescencia… otra feliz aproximación… al tema del primer amor…Mugica-Pondal-Olivari acertaron con un asunto de autenticidad fácilmente reconocible: el muchacho que ve esfumarse su ilusión romántica en la boda de su primera novia con otro que tiene la inacortable ventaja de ser mayor de edad…los autores adaptaron el personaje a la realidad local y Ángel Magaña lo interpretó con rasgos definidores. Sus problemas y emociones fueron los de cualquier adolescente del mundo en igual trance, su carácter fue argentino, y la síntesis de ambas autenticidades le dio universalidad. Adolescencia fue una de las más celebradas muestras del cine burgués, cordial, sonriente y sincero en que mejor se manifestó el temperamento de Mugica, que supo dar vida a un libro imaginativo  y verosímil, desarrollado con brío, dialogado con gracia y enriquecido por toques al corazón y ráfagas de cierto lirismo melancólico.”